# Force de mortalité

La force de mortalité désigne, en démographie, biologie et science actuarielle, la fonction décrivant l'évolution du risque de décès par âge au sein d'une population. Formellement, elle est définie comme la probabilité instantanée de décès par âge conditionnelle à la survie, ce qui la rend donc équivalente au taux de défaillance en ingénierie de fiabilité et en analyse de survie. Elle sert de base de calcul à de nombreux indicateurs synthétiques de mortalité issus des tables de mortalité, dont notamment l'espérance de vie.

## Définition
La force de mortalité est définie comme une fonction positive continue de l'âge, habituellement notée {\displaystyle \mu (x)}. Elle peut être conçue comme une fonction non-observable définissant la loi de probabilité dont les taux de décès par âge sont les réalisations discrètes et observables. Formellement, le nombre de décès {\displaystyle {}_{n}d_{x}} observés dans la classe d'âge {\displaystyle [x;x+n[} peut être vu comme une réalisation aléatoire d'une loi de Poisson de paramètre égal à l'intégrale sur une période de temps du produit entre la force de mortalité {\displaystyle \mu (x)} et la population exposée au risque {\displaystyle N(x)} au sein de cet intervalle d'âge. 
{\displaystyle {}_{n}d_{x}\sim P{\Bigl (}\int _{x}^{x+n}\mu (a)\cdot N(a)\operatorname {da} {\biggr )}}
Le taux de mortalité observé  {\displaystyle {}_{n}m_{x}} correspond au rapport entre les décès observés {\displaystyle {}_{n}d_{x}} et la population exposée au risque {\displaystyle {}_{n}N_{x}}.  
{\displaystyle {}_{n}m_{x}={\frac {{}_{n}d_{x}}{{}_{n}N_{x}}}}
En utilisant cette relation entre la fonction latente {\displaystyle \mu (x)} et les observations {\displaystyle {}_{n}m_{x}}, il est possible soit d'estimer la force de mortalité sur la base de taux de mortalité observés (voir la section modélisation), soit de simuler des taux de mortalité discrets sur la base d'une force de mortalité arbitrairement définie (par exemple afin d'estimer des intervalles de confiance par méthode de Monte-Carlo).

## Indicateurs dérivés

### Courbe de survie
La force de mortalité fournit la base de calcul à d'autres fonctions courantes comme la courbe de survie {\displaystyle S(x)} (ou {\displaystyle l(x)} selon la convention de notation), qui indique la probabilité de survivre jusqu'à l'âge {\displaystyle x}. En effet, la force de mortalité {\displaystyle \mu (x)} peut également être interprétée comme la fonction de densité conditionnelle de décès, qui est égale au rapport entre la densité inconditionnelle {\displaystyle f(x)} et la probabilité de survie {\displaystyle S(x)}. En d'autres termes, la force de mortalité est la probabilité instantanée de décéder à l'âge x, à condition d'avoir survécu jusqu'à ce même âge. Formellement,
{\displaystyle \mu (x)={\frac {f(x)}{S(x)}}}
En intégrant et en appliquant le théorème fondamental de l'analyse, on peut montrer que la relation directe entre la force de mortalité et la courbe de survie est la suivante :
{\displaystyle S(x)=e^{-\int _{0}^{x}\mu (t)\,\operatorname {dt} \,}}

### Espérance de vie
L'espérance de vie à la naissance est définie comme le nombre d'années que peut espérer vivre un individu depuis sa naissance dans l'hypothèse que les conditions de mortalité du moment restent inchangées au cours de sa vie. Formellement, on peut la définir comme la somme des années vécues par une cohorte fictive entre la naissance et l'âge maximum observé, rapportée à la taille initiale de cette cohorte. Algébriquement, cela revient à définir l'espérance de vie à la naissance {\displaystyle e_{0}} comme l'intégrale de la fonction de survie {\displaystyle S(x)} rapportée à sa valeur à la naissance {\displaystyle S(0)}. En posant {\displaystyle S(0)=1}, on peut définir {\displaystyle e_{0}=\int _{0}^{\omega }S(a)\operatorname {da} }, et donc {\displaystyle e_{0}=\int _{0}^{\omega }e^{-\int _{0}^{a}\mu (t)\,dt\,}\operatorname {da} }, où {\displaystyle \omega } désigne l'âge le plus élevé observé. Cette définition de l'espérance de vie peut être étendue à n'importe quel âge de manière à calculer l'espérance de vie restante à l'âge {\displaystyle x}, {\displaystyle e(x)=\int _{x}^{\omega }e^{-\int _{0}^{a}\mu (t)\,dt\,}\operatorname {da} }, et même à un intervalle d'âge afin d'obtenir une espérance de vie temporaire entre les âges {\displaystyle x} et {\displaystyle x+n}, {\displaystyle e(x,n)=\int _{x}^{x+n}e^{-\int _{0}^{a}\mu (t)\,dt\,}\operatorname {da} }. 

### Taux de vieillissement
Le taux de vieillissement (traduction littérale et officieuse de l'anglais rate of ageing), habituellement noté {\displaystyle r(x)}, désigne la dérivée relative de la force de mortalité. Il est formellement défini par {\displaystyle r(x)={\frac {\frac {\partial \mu (x)}{\partial x}}{\mu (x)}}={\frac {\partial ln(\mu (x))}{\partial x}}}. Il indique en pourcentage l'augmentation de la force de mortalité entre deux âges consécutifs. Le taux de vieillissement est particulièrement intéressant car il est la matérialisation du concept biologique de sénescence. En effet, l'augmentation du risque de décès avec l'âge est une conséquence directe du processus de vieillissement de l'organisme et suit un rythme remarquablement régulier chez l'Homme d'environ 15% par an, valeur qui semble avoir augmenté au cours des siècles en réponse à la diminution du niveau général de la mortalité. Chez d'autres organismes, ce taux de vieillissement peut toutefois suivre d'autres trajectoires, comme une stagnation, voire une diminution avec l'âge. 

## Hétérogénéité non-observée
La forme de la force de mortalité et du taux de vieillissement telle que mesurés à l'échelle d'une population ne reflète pas nécessairement l'évolution du risque individuel de décès. L'existence même d'une force de mortalité individuelle est disputée en raison du fait qu'elle est par définition non-observable puisqu'il n'est possible d'observer directement à l'échelle individuelle qu'une condition dichotomique (vivant / mort) et non une propension à décéder. L'impossibilité d'inférer la forme d'une éventuelle force de mortalité individuelle à partir de la force de mortalité agrégée a amené certains démographes à développer le concept d'hétérogénéité non-observée afin de mesurer l'impact sur la forme du risque agrégé de différentes hypothèses concernant la distribution du risque individuel. Il est par exemple possible de montrer que la force de mortalité observée à l'échelle d'une population peut prendre la forme d'un plateau, voire diminuer avec l'âge, même lorsque tous les individus expérimentent une augmentation de leur risque de décès avec l'âge. Ces artefacts statistiques sont dus au fait que les individus les plus fragiles décèdent en moyenne plus tôt que les plus robustes, modifiant par effet de sélection la composition de la cohorte au cours de son vieillissement, cette dernière étant peu à peu composée d'une majorité d'individus robustes dont la force de mortalité suit une trajectoire plus basse. En analyse de survie, la présence d'hétérogénéité non-observée correspond au concept de fragilité (frailty), habituellement modélisé à l'aide de modèles multi-niveaux (ou hiérarchiques) supposant une distribution paramétrique de cette fragilité. 

## Modélisation
La forme fonctionnelle de la force de mortalité humaine a fait l'objet de nombreux travaux ayant pour but d'identifier une loi « naturelle » permettant de décrire l'évolution du risque de décès avec l'âge. Les plus anciennes tentatives de ce type remontent au minimum au XVIIIe siècle avec les publications de Abraham de Moivre et ont donné naissance à une multitude de modèles paramétriques différents permettant d'estimer l'évolution de la force de mortalité à partir de taux de mortalité par âge observés. Ces modèles sont habituellement ajustés grâce à la méthode des moindres carrés non linéaires, bien que l'approche bayésienne soit parfois préférable. Le plus connu de ces modèles est probablement celui proposé en 1825 par Benjamin Gompertz et décrivant la force de mortalité comme une fonction exponentielle dont un paramètre mesure le niveau général de mortalité et un second capture le taux de vieillissement, {\displaystyle \mu (x)=\alpha \cdot e^{\beta x}}. 
Ce modèle a servi de base à de nombreuses généralisations permettant de considérer l'ensemble de la force de mortalité, dès la naissance, notamment celui proposé par Siler qui prend en compte la diminution du risque de décès dans les premières années de vie, ou celui de Heligman et Pollard qui inclut une bosse de surmortalité des jeunes adultes. Plus récemment, une version non-paramétrique de ce dernier modèle a été proposée en utilisant une somme de splines. On peut également considérer que les modèles de tables de mortalité proposées pour l'étude de populations à données manquantes sont une forme de modélisation de la force de mortalité. 

## Composants
La plupart des modèles, paramétriques ou non, ayant été conçus pour décrire l'évolution de la force de mortalité avec l'âge sont de nature additive. En effet, ces modèles sont conçus selon l'hypothèse que la force de mortalité est constituée de plusieurs composants indépendants dont la somme à chaque âge constitue la force de mortalité. Chacun de ces composants correspond à une phase de la vie et reflète un processus biologique, sociologique et/ou épidémiologique spécifique s'appliquant à cette période de la vie. On peut distinguer quatre phases de vie de ce type, par ordre chronologique, l'ontogénescence qui s'applique à l'enfance, la surmortalité des jeunes adultes qui marque souvent l'entrée dans l'âge adulte, la sénescence qui caractérise l'évolution de la mortalité à l'âge adulte, ainsi que le plateau de mortalité observable chez les (super-)centenaires.